# چزاره باسانو

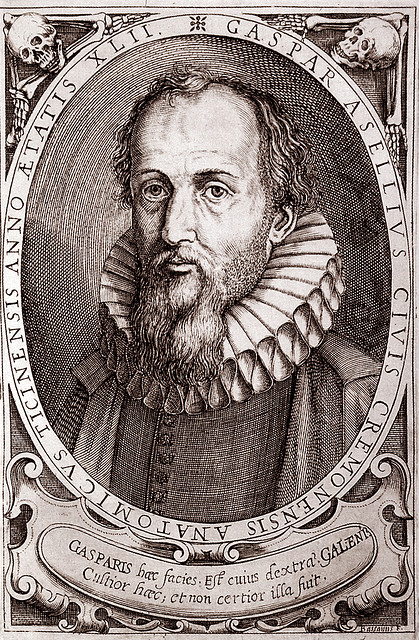
چهره‌نگاری گاسپاره آسلی اثر چزاره باسانو

چزاره باسانو (Cesare Bassano) (زادهٔ ۱۵۸۴، درگذشت ۱۶۴۸) یک هنرمند نقاشی و حکاکی ایتالیایی بود. باسانو زادهٔ میلان بود. ازجمله آثار مشهور او می‌توان به موارد زیر اشاره کرد:
- دیباچهٔ سوگواری پیوس سوم
- چهره‌نگاری گاسپاره آسلی (Gaspare Aselli)
- ولادت